# 毛果小花藤
毛果小花藤（学名：Micrechites lachnocarpus）为夹竹桃科小花藤属下的一个种。

## 扩展阅读
- 維基物種上的相關：毛果小花藤